# Asplenium × suevicum
Asplenium × suevicum là một loài dương xỉ trong họ Aspleniaceae. Loài này được Bertsch ex D.E.Mey. mô tả khoa học đầu tiên năm 1959.
Danh pháp khoa học của loài này chưa được làm sáng tỏ. 